# مواد بيولوجية خاصة بالحمل
المواد البيولوجية الخاصة بالحمل هي مواد تشمل المشيمة والحبل السري والسائل الأمينوسي والسلى- تجري دراستها لعدد من الاستخدامات الصحية. على سبيل المثال يتم دراسة الخلايا الجذعية المستمدة من المشيمة حتى يمكن استخدامها كوسيلة علاج محتملة للعلاج الخلوي. يتم إنشاء خلايا تشبه خلايا الكبد من الخلايا الظهارية البشرية الأمنيوسية المتمايزة والتي توجد بكثرة في المشيمة. قد تحل الخلايا الشبيهة بخلايا الكبد محل خلايا الكبد لزرع خلايا الكبد لعلاج تلف الكبد الحاد أو المزمن.
أظهرت الأبحاث الحديثة أن مشتقات المشيمة هي علاجات للخلايا التجددية وتشمل أيضًا ميزات مناعية، تتكون هياكل المشيمة من علم وظائف الأعضاء الفريد، لا ينظم هيكل المشيمة وظيفتها فحسب، بل يعطي أيضًا إمكانية الاستخدام الفعال في العيادات والتكنولوجيا الحيوية.
وفقًا لدراسة بحثية أجرتها بهاتاشاريان، يمكن علاج فقر الدم الناجم عن داء السكري في المرضى الذين يعانون من بيلة الألبومين عن طريق نقل دم الحبل السري. أظهر البحث زيادة في الألبومين لكل غرام من الكرياتينين التي تم تقييمها من أجل بيلة الألبومين للمرضى الذين تلقوا نقل دم الحبل السري.